# TER Bourgogne-Franche-Comté
Le TER Bourgogne-Franche-Comté, également appelé Train Mobigo, est le réseau de Transport express régional de la région administrative Bourgogne-Franche-Comté.
Il résulte de la fusion des réseaux TER Bourgogne et TER Franche-Comté.

## Relations TER

Carte des infrastructures ferroviaires en Bourgogne-Franche-Comté en 2020.

### Par rail
Les relations desservies par des trains TER sont résumées dans le tableau ci-dessous. Sur plusieurs lignes, les trains sont complétés par des autocars. Ces services étant repris par le tableau de la section suivante, le tableau n'en tient pas compte. Dans la colonne Horaires, sont indiqués le premier départ de la gare nommée en dernier lieu, et le dernier départ de la gare en dernier lieu. Est considérée comme fonctionnant en soirée une ligne dont le dernier départ a lieu après 20 h 30, si ce train effectue la totalité du parcours. Sur des parcours partiels, les lignes peuvent donc fonctionner en soirée sans que cela soit indiqué dans le tableau. Ces renseignements se portent sur le cas le plus représentatif, soit les jours du lundi au vendredi hors jours fériés. La durée du voyage peut varier en fonction des différents services, les horaires n'étant pas parfaitement cadencés sur toutes les lignes. Est indiquée la durée du voyage la plus représentative, s'appliquant aux trains couvrant l'ensemble de la relation, qui le plus souvent ne s'arrêtent pas dans l'ensemble des gares.
| Caractéristiques | Caractéristiques           | Caractéristiques  | Caractéristiques                      | Caractéristiques                           | Caractéristiques                                            |
| --- | -------------------------- | ----------------- | ------------------------------------- | ------------------------------------------ | ----------------------------------------------------------- |
| BELFORT-VILLE ↔ Meroux - Belfort-Montbéliard-TGV ↔ Delle ↔ Delémont ↔ BIENNE |                            |                   |                                       |                                            |                                                             |
| Longueur 112,4 km (dont 21,5 km en France) | Durée 0 h 09 0 h 31 1 h 28 | Nb. arrêts 2 6 8  | Soirée / Dimanche - Férié · /         | Horaires 7 h 19 - 21 h 19                  | Réseau TER Bourgogne-Franche-Comté CFF                      |
| |                            |                   |                                       |                                            |                                                             |
| BELFORT ↔ Lure ↔ ÉPINAL et BELFORT ↔ Lure ↔ VESOUL |                            |                   |                                       |                                            |                                                             |
| Longueur 107,5 km 61,7 km | Durée 1 h 31 0 h 46        | Nb. arrêts 11 7   | Soirée / Dimanche - Férié · / · Non / | Horaires 6 h 27 - 20 h 35 6 h 39 - 18 h 35 | Réseau TER Bourgogne-Franche-Comté TER Grand-Est            |
| |                            |                   |                                       |                                            |                                                             |
| BESANÇON - FRANCHE-COMTÉ TGV ↔ BESANÇON-VIOTTE |                            |                   |                                       |                                            |                                                             |
| Longueur 11 km | Durée 0 h 17               | Nb. arrêts 2      | Soirée / Dimanche - Férié · /         | Horaires 6 h 7 - 22 h 40                   | Réseau TER Bourgogne-Franche-Comté                          |
| |                            |                   |                                       |                                            |                                                             |
| BESANÇON-VIOTTE ↔ Dole ↔ DIJON-VILLE |                            |                   |                                       |                                            |                                                             |
| Longueur 91,5 km | Durée 0 h 55 1 h 05        | Nb. arrêts 5 9    | Soirée / Dimanche - Férié · /         | Horaires 5 h 9 - 22 h 11                   | Réseau TER Bourgogne-Franche-Comté                          |
| |                            |                   |                                       |                                            |                                                             |
| BESANÇON-VIOTTE ↔ Baume-les-Dames ↔ Montbéliard ↔ BELFORT |                            |                   |                                       |                                            |                                                             |
| Longueur 95,9 km | Durée 1 h 13 1 h 25 0 h 15 | Nb. arrêts 5 12 3 | Soirée / Dimanche - Férié · Non /     | Horaires 5 h 4 - 20 h 34                   | Réseau TER Bourgogne-Franche-Comté                          |
| |                            |                   |                                       |                                            |                                                             |
| (BELFORT-VILLE) ↔ BESANÇON-VIOTTE ↔ Arc-et-Senans ↔ Mouchard ↔ Lons-le-Saunier ↔ Saint-Amour ↔ BOURG-EN-BRESSE ↔ (LYON PART-DIEU / LYON-PERRACHE)                                  |                            |                   |                                       |                                            |                                                             |
| Longueur 153,0 km | Durée 1 h 52               | Nb. arrêts 16     | Soirée / Dimanche - Férié · Non /     | Horaires 7 h 17 - 19 h 51                  | Réseau TER Bourgogne-Franche-Comté TER Auvergne-Rhône-Alpes |
| |                            |                   |                                       |                                            |                                                             |
| DOLE ↔ Mouchard ↔ Andelot ↔ Frasne ↔ PONTARLIER et ANDELOT ↔ Morez ↔ SAINT-CLAUDE                                                                                                  |                            |                   |                                       |                                            |                                                             |
| Longueur 93,0 km 73,2 km | Durée 1 h 18 1 h 30        | Nb. arrêts 9      | Soirée / Dimanche - Férié · Non /     | Horaires 5 h 55 - 18 h 28 6 h 20 - 17 h 25 | Réseau TER Bourgogne-Franche-Comté                          |
| |                            |                   |                                       |                                            |                                                             |
| BESANÇON ↔ Le Valdahon ↔ Morteau ↔ Le Locle ↔ LA-CHAUX-DE-FONDS |                            |                   |                                       |                                            |                                                             |
| Longueur 76,7 km (en France) | Durée 1 h 50               | Nb. arrêts 16     | Soirée / Dimanche - Férié · Non /     | Horaires 5 h 51 - 19 h 33                  | Réseau TER Bourgogne-Franche-Comté CFF                      |
| |                            |                   |                                       |                                            |                                                             |
| MULHOUSE-VILLE ↔ Altkirch ↔ BELFORT |                            |                   |                                       |                                            |                                                             |
| Longueur 48,2 km | Durée 0 h 50               | Nb. arrêts 11     | Soirée / Dimanche - Férié · /         | Horaires 5 h 29 – 21 h 53                  | Réseau TER Grand-Est                                        |
| |                            |                   |                                       |                                            |                                                             |
| MONTCHANIN ↔ Montceau-les-Mines ↔ Paray-le-Monial ↔ Digoin ↔ Gilly-sur-Loire ↔ MOULINS-SUR-ALLIER                                                                                  |                            |                   |                                       |                                            |                                                             |
| Longueur 117,8 km | Durée 1 h 50               | Nb. arrêts 16     | Soirée / Dimanche - Férié · /         | Horaires 6 h 4 - 19 h 6                    | Réseau TER Bourgogne-Franche-Comté                          |
| |                            |                   |                                       |                                            |                                                             |
| NEVERS ↔ Decize ↔ Cercy-la-Tour ↔ Étang-sur-Arroux ↔ Le Creusot-Ville ↔ Montchanin ↔ Chagny ↔ Beaune ↔ DIJON-VILLE                                                                 |                            |                   |                                       |                                            |                                                             |
| Longueur 214,4 km | Durée 2 h 18               | Nb. arrêts 24     | Soirée / Dimanche - Férié · /         | Horaires 6 h 6 - 19 h 26                   | Réseau TER Bourgogne-Franche-Comté                          |
| |                            |                   |                                       |                                            |                                                             |
| CHALON-SUR-SAÔNE ↔ Chagny ↔ MONTCHANIN |                            |                   |                                       |                                            |                                                             |
| Longueur 45,1 km | Durée 0 h 39               | Nb. arrêts 6      | Soirée / Dimanche - Férié · /         | Horaires 7 h 11 - 19 h 10                  | Réseau TER Bourgogne-Franche-Comté                          |
| |                            |                   |                                       |                                            |                                                             |
| LYON-PERRACHE ↔ Lozanne ↔ Lamure-sur-Azergues ↔ Chauffailles ↔ Paray-le-Monial ↔ Digoin ↔ Moulins-sur-Allier ↔ NEVERS                                                              |                            |                   |                                       |                                            |                                                             |
| Longueur 127,7 km | Durée 2 h 35               | Nb. arrêts 14     | Soirée / Dimanche - Férié · /         | Horaires 5 h 30 - 17 h 55                  | Réseau TER Bourgogne-Franche-Comté                          |
| |                            |                   |                                       |                                            |                                                             |
| PARIS-BERCY ↔ Montargis ↔ Gien ↔ Cosne-sur-Loire ↔ La Charité ↔ Pougues-les-Eaux ↔ NEVERS                                                                                          |                            |                   |                                       |                                            |                                                             |
| Longueur 253,0 km | Durée 2 h 25               | Nb. arrêts 18     | Soirée / Dimanche - Férié · /         | Horaires 4 h 57 - 19 h 4                   | Réseau TER Bourgogne-Franche-Comté                          |
| |                            |                   |                                       |                                            |                                                             |
| MOULINS-SUR-ALLIER ↔ Saincaize ↔ NEVERS |                            |                   |                                       |                                            |                                                             |
| Longueur 60,1 km | Durée 0 h 40               | Nb. arrêts 6      | Soirée / Dimanche - Férié · /         | Horaires 5 h 30 - 21 h 6                   | Réseau TER Bourgogne-Franche-Comté TER Auvergne-Rhône-Alpes |
| |                            |                   |                                       |                                            |                                                             |
| DIJON-VILLE ↔ Saint-Jean-de-Losne ↔ Seurre ↔ Louhans ↔ BOURG-EN-BRESSE (Dijon ↔ Louhans : certifié NF service par Afnor sur la base de la norme EN 13816)                          |                            |                   |                                       |                                            |                                                             |
| Longueur 143,0 km | Durée 1 h 43               | Nb. arrêts 14     | Soirée / Dimanche - Férié · /         | Horaires 5 h 30 - 18 h 43                  | Réseau TER Bourgogne-Franche-Comté                          |
| |                            |                   |                                       |                                            |                                                             |
| CULMONT - CHALINDREY ↔ Is-sur-Tille ↔ DIJON-VILLE (Dijon ↔ Is-sur-Tille : certifié NF service par Afnor sur la base de la norme EN 13816)                                          |                            |                   |                                       |                                            |                                                             |
| Longueur 76,6 km | Durée 0 h 56               | Nb. arrêts 8      | Soirée / Dimanche - Férié · /         | Horaires 6 h 15 - 18 h 2                   | Réseau TER Bourgogne-Franche-Comté TER Grand-Est            |
| |                            |                   |                                       |                                            |                                                             |
| DIJON-VILLE ↔ Les Laumes-Alésia ↔ Montbard ↔ Tonnerre ↔ Laroche - Migennes ↔ AUXERRE (Dijon ↔ Laroche-Migennes : voir 12)                                                          |                            |                   |                                       |                                            |                                                             |
| Longueur 178,7 km | Durée 1 h 53               | Nb. arrêts 16     | Soirée / Dimanche - Férié · /         | Horaires 5 h 36 - 20 h 29                  | Réseau TER Bourgogne-Franche-Comté                          |
| |                            |                   |                                       |                                            |                                                             |
| DIJON-VILLE ↔ Les Laumes-Alésia ↔ Montbard ↔ Tonnerre ↔ Laroche - Migennes ↔ Sens ↔ PARIS-BERCY (Dijon ↔ Laroche : certifié NF service par Afnor sur la base de la norme EN 13816) |                            |                   |                                       |                                            |                                                             |
| Longueur 313,3 km | Durée 2 h 52               | Nb. arrêts 16     | Soirée / Dimanche - Férié · /         | Horaires 6 h 13 - 19 h 29                  | Réseau TER Bourgogne-Franche-Comté                          |
| |                            |                   |                                       |                                            |                                                             |
| AUXERRE ↔ Cravant-Bazarnes ↔ AVALLON et AUXERRE ↔ Cravant-Bazarnes ↔ Clamecy ↔ CORBIGNY                                                                                            |                            |                   |                                       |                                            |                                                             |
| Longueur 54,4 km ca. 85 km | Durée 1 h 06 1 h 45        | Nb. arrêts 11     | Soirée / Dimanche - Férié · /         | Horaires 5 h 28 - 20 h 19 5 h 51 - 18 h 40 | Réseau TER Bourgogne-Franche-Comté                          |
| |                            |                   |                                       |                                            |                                                             |
| PARIS-BERCY ↔ Melun ↔ Moret-Veneux-les-Sablons ↔ Montereau ↔ Sens ↔ Laroche - Migennes ↔ AUXERRE (Paris ↔ Montereau : )                                                            |                            |                   |                                       |                                            |                                                             |
| Longueur 173,4 km | Durée 1 h 36               | Nb. arrêts 19     | Soirée / Dimanche - Férié · /         | Horaires 4 h 46 - 22 h 38                  | Réseau TER Bourgogne-Franche-Comté                          |
| |                            |                   |                                       |                                            |                                                             |
| BOURG-EN-BRESSE ↔ MÂCON-VILLE |                            |                   |                                       |                                            |                                                             |
| Longueur 37,0 km | Durée 0 h 28               | Nb. arrêts 6      | Soirée / Dimanche - Férié · /         | Horaires 6 h 57 - 19 h 34                  | Réseau TER Auvergne-Rhône-Alpes                             |
| |                            |                   |                                       |                                            |                                                             |
| ORLÉANS ↔ La Ferté-Saint-Aubin ↔ Salbris ↔ Vierzon ↔ Mehun-sur-Yèvre ↔ Bourges ↔ Saincaize ↔ NEVERS                                                                                |                            |                   |                                       |                                            |                                                             |
| Longueur 183,4 km | Durée 2 h 05               | Nb. arrêts 21     | Soirée / Dimanche - Férié · /         | Horaires 5 h 35 - 19 h 15                  | Réseau TER Centre-Val De Loire                              |

### Par autocar
Depuis le 1er septembre 2018, la majorité des lignes routières du TER Bourgogne-Franche-Comté ont été intégrées au réseau Mobigo, des autocars qui ne sont pas soumis à la tarification SNCF en vigueur.
Malgré cela, quelques navettes autocars SNCF sont en exploitation sur certaines lignes TER afin de compléter l'offre ferroviaire déjà présente.
|  | Parcours                                                                       |
|  | ------------------------------------------------------------------------------ |
|  | Gare d'Autun ↔ Gare d'Avallon                                                  |
|  | Gare de Lons-le-Saunier ↔ Gare de Mouchard (2A 3R /jour)                       |
|  | Gare de Mouchard → Gare de Besançon-Viotte (1 AS / jour du lundi au vendredi)  |
|  | Gare de Saint-Claude ↔ Gare de Andelot ↔ Gare de Mouchard ↔ Gare de Dole-Ville |
|  | Gare de Pontarlier ↔ Gare de Frasne                                            |
|  | Gare de Vallorbe ↔ Gare de Frasne                                              |
|  | Jougne ↔ Gare de Frasne                                                        |

## Tarification
- Depuis le 29 août 2017, la Région Bourgogne-Franche-Comté a changé la tarification des TER au sein de la Région, à la suite de l'adoption de la liberté tarifaire. Un système de tarification par palier kilométrique a été adoptée[5].
- Les jeunes de moins de 26 ans n'ont plus besoin d'avoir une carte de réduction comme c'était le cas auparavant avec la carte Mobi'TER. Dorénavant seul l'âge de moins de 26 ans justifiée par une carte d'identité lors du contrôle à bord sera nécessaire. La réduction accordée est de 50 % sur le tarif normal[5].
- Pour les personnes de 26 ans ou plus, une nouvelle carte de réduction Tarif réduit 26 et + a été créée pour les voyageurs occasionnels, vendue au prix de 20 € pour un an. Elle donne droit à une réduction de 30 % sur le tarif normal du lundi au vendredi et une réduction de 60 % les week-ends, jours fériés et vacances scolaires[5].
- Les enfants âgées de 4 à 12 ans bénéficient quant à eux d'un billet à un tarif forfaitaire de 2 € quelle que soit la distance parcourue. L'âge devra être justifiée à bord par une carte d'identité[5].

| Pallier kilométrique | Tarif normal | Tarif jeune - 26 ans (-50 %) | Tarif avec carte de réduction + 26 ans | Tarif avec carte de réduction + 26 ans            | Tarif enfant 4 - 12 ans |
| Pallier kilométrique | Tarif normal | Tarif jeune - 26 ans (-50 %) | -30% lundi à vendredi                  | -60% week-end, jours fériés et vacances scolaires | Tarif enfant 4 - 12 ans |
| -------------------- | ------------ | ---------------------------- | -------------------------------------- | ------------------------------------------------- | ----------------------- |
| 1 à 35 km            | 5 €          | 2,50 €                       | 3,50 €                                 | 2 €                                               | 2 €                     |
| 36 à 70 km           | 10 €         | 5 €                          | 7 €                                    | 4 €                                               | 2 €                     |
| 71 à 100 km          | 16 €         | 8 €                          | 11,20 €                                | 6,40 €                                            | 2 €                     |
| 101 à 135 km         | 21 €         | 10,50 €                      | 14,70 €                                | 8,40 €                                            | 2 €                     |
| 136 à 165 km         | 26 €         | 13 €                         | 18,20 €                                | 10,40 €                                           | 2 €                     |
| 166 km à 200 km      | 32 €         | 16 €                         | 22,40 €                                | 12,80 €                                           | 2 €                     |
| + 200 km             | 36 €         | 18 €                         | 25.20 €                                | 14,40 €                                           | 2 €                     |

## Matériel roulant

### Matériel actuel

#### Locomotives, et automoteurs
Le parc du matériel roulant du réseau TER Bourgogne Franche-Comté est issu de la fusion des parcs des réseaux TER Bourgogne et TER Franche-Comté. Synthèse du parc au 7 mars 2025.
| Série   | Nombre de caisses | STF SBF |
| ------- | ----------------- | ------- |
| B 81500 | 3 ou 4 caisses    | 37      |
| X 73500 | mono-caisse       | 48      |
| X 76500 | 3 caisses         | 5       |
| Z 27500 | 3 caisses         | 14      |
| Z 51500 | 4 caisses         | 24      |
| Z 54500 | 6 caisses         | 20      |

Au 7 mars 2025, le parc du matériel roulant de la région est constitué de 148 engins. 
Le parc est gérées par une Supervisions techniques de flotte (STF): STF Bourgogne-Franche-Comté, répartis sur deux sites :
- Besançon-Viotte
- Dijon-Perrigny

#### Locomotives pour rames tractées
Les BB 7200 et les BB 22200 étaient utilisées pour tracter les rames Corail.

#### Voitures et rames tractées
- 174 voitures Corail
- 21 voitures-pilote Corail réversibles : 18 B5uxh (14 ex-Bourgogne et 4 ex-Franche-Comté) et 3 B6Dux (ex-Franche-Comté)
- 24 voitures V2N

### Matériel futur
En février 2025, la région passe commande de 15 rames Régiolis pour 170 millions d'euros. 10 de ces rames seront en version 4 caisses et destinées aux liaisons internes à la région, les 5 autres rames ayant vocation à circuler sur l'axe Paris-Dijon-Lyon, un axe nécessitant de les commander en version 6 caisses.
La région est en train de définir le remplacement des dernières voitures et locomotives qu'ils resteront. Ces dernières sont les suivantes[réf. nécessaire] :
- 56 voitures Corail et 6 locomotives BB7200. Ces compositions opèrent sur la desserte Dijon – Lyon.
- 24 voitures V2N et 3 locomotives BB7200. Ces compositions opèrent sur la desserte Paris – Melun – Montereau – Sens – Laroche-Migennes.

### Matériel passé
Six BB 22200 équipées de la réversibilité ex-région Franche-Comté étaient en service pour tracter des rames corail de 3 à 5 voitures sur les axes Belfort-Lyon et Besançon-Dijon. Celles-ci ont été affectées à d’autres régions avec les voitures Corail ex-Franche-Comté en mai 2020, remplacées par les dernières rames Z51500 (Regiolis) livrées à la région.